# 劇場版 仮面ライダーゴースト 100の眼魂とゴースト運命の瞬間
『劇場版 仮面ライダーゴースト 100の眼魂とゴースト運命の瞬間』（げきじょうばん かめんライダーゴースト ひゃくのアイコンとゴーストうんめいのとき）は、2016年8月6日より東映系で公開された特撮テレビドラマシリーズ平成仮面ライダーシリーズの『仮面ライダーゴースト』の劇場版作品。
『劇場版 動物戦隊ジュウオウジャー ドキドキサーカスパニック!』と同時上映。
キャッチコピーは、「さよなら、オレ!」「命を燃やせ!ゴーストVS英雄 史上最大のラストバトル!」。

## 概要
『仮面ライダーゴースト』の初の単独劇場版作品。仮面ライダー生誕45周年記念。ストーリーはテレビシリーズと連動しており、テレビシリーズ終盤では本作品での出来事を踏まえたシーンが見られる。
ゲストとして、アルゴス / 仮面ライダーダークゴースト役に木村了、深海大悟 / 仮面ライダーゼロスペクター役に沢村一樹が出演するほか、次回作『仮面ライダーエグゼイド』から仮面ライダーエグゼイドが映像作品での初披露（先行登場）を果たす。
設定上は春の出来事とされているが、ラストシーンでは夏の行事である灯籠流しが催されている。時期的には矛盾しているのだが、監督を務めた諸田敏は「お客さんが映画を見るのは夏だから」と押し切ったという。

## あらすじ
深海カノンの誕生日会に仲間たちが集まった。楽しそうな一同の中で、幽霊（ゴースト）であるため食事に加われない天空寺タケル / 仮面ライダーゴーストはひとり浮かない顔をする。そんなタケルを幼なじみの月村アカリは優しく励まし、ふたりは「いつか必ず一緒に食事をしよう」と約束を交わす。
そのとき突如、空を包み込んだ虹色の光の帯からイグアナゴーストライカーを操る3人のダークネクロムが現れる。タケル、深海マコト / 仮面ライダースペクター、アラン / 仮面ライダーネクロムは、変身して応戦するが、英雄の魂が宿った眼魂を奪われてしまう。さらに、ダークネクロムらを束ねる仮面ライダーダークゴーストがタケルに対し「すべての魂を解放する」と宣言し、眼魂もろとも空へと消え去る。タケルとマコト、アランはその後を追うが、カノンやアカリ、御成までもが巻き込まれる形で空に吸い込まれる。その向こうには、宇宙空間に浮かぶ巨大な眼魂の形をした島があった。
タケルが辿り着いたのは、すでに魂となっているはずの英雄たちが実体化している世界でまさに英雄の村と呼ぶにふさわしい異空間だった。しかし宮本武蔵を初めとして、これまで眼魔との戦いに力を貸してくれていた英雄たちは、誰ひとりタケルのことを覚えていない。当惑するタケルだったが、村での暮らしを謳歌する面々を見て「これが英雄たちの本来の姿なのか」とも考える。そのとき、島内の砂丘をさまよっていたアラン・カノン・アカリ・御成が、英雄たちに怪しい奴らとみなされて捕縛され、村に引っ張られてきた。タケルは慌てて仲間たちの疑いを晴らそうとする。
しかし混乱を収める間もなく、ダークゴーストとダークネクロムらが眼魔の軍団を率いて村を襲撃し、次々と英雄たちを手に掛けては眼魂へと変えていく。突然の凶行を食い止めようとするタケルに「魂の解放」の真意を問いただされたダークゴーストは、「100個の英雄の眼魂を集めて究極の眼魂を完成させ、その力ですべての人間をゴーストに変える」と語る。ナポレオン魂をまとってタケルを一蹴したダークゴーストの正体は、死んだはずのアランの兄であるアルゴスだった。アルゴスは人質としてカノンを捕らえると、村に姿のなかったダーウィンを連れてくるようタケルたちに告げ、島の中央にそびえ立つ塔へと去っていく。そしてアランは、タケルの制止を振り切って兄についていってしまう。
一方そのころ、ただひとり海岸の洞窟に流れ着いたマコトは、そこで消息を絶っていた父の深海大悟と再会する。アルゴスの野望を知る大悟は、「進化」の力を宿すがゆえに狙われているダーウィンをかくまっていた。しかし、父が幼い自分たちを捨てたと思い込んでいるマコトは、大悟の所業を認められない。そこにバットクロックの導きでマコトの居場所を突き止めたアカリが、カノンの危機を報せに来るが、大悟はダーウィンを眼魂に変えてまでも身柄の引渡しを拒む。娘を見捨てるかのような振る舞いに怒ったマコトがスペクターに変身して挑みかかると、大悟もまた仮面ライダーゼロスペクターの姿で応じ、息子を軽くいなす。そこでマコトはより強力なディープスペクターとなって大悟からダーウィンゴースト眼魂を強奪し、ひとり塔へと向かう。
アカリと大悟は英雄たちの生き残りである武蔵・石川五右衛門・卑弥呼・ロビンフッドとともに塔を目指していたタケルたちに合流する。一行はダークネクロムBと眼魔軍団に見つかってしまうが、突然その場に割って入った仮面ライダーエグゼイドが敵の相手を引き受け、皆を先に行かせる。塔の中ではアランが生きることのすばらしさを語って兄の説得を試みていた。しかしアルゴスは耳を貸さず、その場にたどり着いたマコトからダーウィン眼魂を取り上げようとする。そこへカノンを助け出した大悟が駆けつけ、かつての師としてアルゴスを制止する。大悟が子供たちを巻き込まないように孤独な戦いを続けていたことを知ったマコトは、ようやく父の存在を受け入れるが、アルゴスに致命傷を負わされた大悟は、マコトと和解した後に光となって消え去る。アランに連れられて塔から脱出してきたマコトとカノンを迎え入れたタケルはダーウィンゴースト眼魂を受け取ると、まもなく決戦の時が来ることを感じる。
あくる日、アルゴスは残るダークネクロム2人や眼魔らとともにタケルたちを迎え撃つ。乱戦の中で、五右衛門とロビンは眼魂に変えられてしまう。タケルはダーウィン魂の力を借りてアルゴスを圧倒するが、一瞬の隙を突かれて武蔵と卑弥呼を倒され、ダーウィン眼魂も奪われる。100の英雄眼魂をすべてそろえたアルゴスが、その魂を注ごうとする器とは、塔の内部に安置されたタケルの肉体だった。眼魂を取り込んだタケルの肉体は、進化の力によって究極の眼魂となり、アルゴスを仮面ライダーエクストリーマーへと変身させる。ダークネクロムを倒したマコトとアランも、今のアルゴスには歯が立たない。「究極の眼魂の破壊は、タケルの肉体の死でもあり、そうなればゴーストとしても存在できなくなる」というユルセンの警告を振り切って、タケルはムゲン魂の力を解放し、アルゴスへと挑んでいく。
究極の眼魂によって島は地球へと落下を始め、戦いを見守るアカリたちの体は半透明となり、存在がゴーストに近づいていく。「ゴーストの世界がやってくるのは嬉しいだろう」とうそぶくアルゴスに、タケルは「ゴーストは御飯が食べられない。生き返って御飯を食べたい」と答える。それは彼なりの生の肯定であった。その心に感応して、アルゴスの支配下にあった英雄たちが意識を取り戻し、究極の眼魂の力を押さえ込む。アカリたちと一体化したタケルが放つ一撃にアルゴスは敗れ、全人類のゴースト化は停止する。しかし、それは同時にタケルの消滅を意味していた。キャプテンゴーストに乗って脱出するアカリたちの目の前でタケルの姿は消え、島もまた宇宙から消えていった。
それから一週間後。アカリや御成は灯籠流しの場で、いなくなったタケルを偲んでいた。そのとき不意にタケルが姿を現す。解放された85人の英雄たちの魂が力を結集して、彼をまたゴーストとして蘇らせたのだ。アカリは笑顔で奇跡のような再会を歓迎するのだった。

## 本作品オリジナルの登場人物
テレビシリーズの登場人物については仮面ライダーゴースト#登場人物を参照。
アルゴス / 仮面ライダーダークゴースト / 仮面ライダーエクストリーマー
大帝一家の長男。タケルと同じくすでに死んでゴーストとなっており、100個の英雄の眼魂を集めることで覚醒する究極の眼魂を使って、全人類のゴースト化を目論む。
当初は、自分をゴースト化した仙人の計画に加わっていたが、仙人と大悟が私利私欲のためにグレートアイの力を使おうとしていると誤解し、決別した。その後、ダークネクロムたちと共に人間世界へと侵攻してタケルたちを急襲し、英雄眼魂を奪って眼魂島へと戻る。
テレビシリーズ本編では、第39話において病に倒れて亡くなったことが明かされた。第40話ではアランの回想に登場した他、第45話においてタケルが見たアデルの記憶やアリアの回想に幼少の姿が登場した。第48話では、タケルが仙人が変身したダークゴーストをアルゴスが蘇ったと勘違いして、彼の名前を発言している。
- 演じる木村了は本作品のために髪を染めている。

劇場版公開記念1分間ストーリー
テレビシリーズ第39話から続けて放送された第1話では、ナポレオン・ボナパルトを襲い、ゴースト眼魂へと変えた。第40話から続けて放送された第2話では、仙人と面識があり、仙人からゴーストドライバーを与えられている。
『小説 仮面ライダーゴースト』
ガンマ百年戦争の中で暗殺者に襲われたことで病死したが、イーディスによってデータを眼魂に保存され、仙人の口から深海大悟へアルゴスの計画が話され、深海大悟もその計画のために眼魂島に行くことを同意しており、後に大悟も眼魂となってアバターとなり、アルゴスの眼魂とともに眼魂島へと行き、眼魂を再起動させたことで活動を開始したことが明らかとなった。

深海 大悟（） / 仮面ライダーゼロスペクター
マコトとカノンの父親。仙人の命令でアルゴスを正しく導いていたが、彼がとある理由で決別した後は彼を監視し続け、その中で知った彼の計画に重要な英雄・ダーウィンを匿っていた。
海辺の洞窟でマコトと久しぶりの再会を果たすが、マコトとカノンに真相を知らせず消息を絶ってしまったために、マコトは「あんな奴は父親じゃない」と憎み、アルゴスに捕らえられたカノンをめぐって、激しく衝突する。
タケルとは面識があり、叔父さんと呼ばれているが、アカリとは面識がない模様。
劇中で詳しい説明はないが、その魂はスペクターゴースト眼魂に宿っているとされる。いまわの際に大悟がマコトに向かって「俺はいつでもお前の側にいる」と語ったとき、スペクター眼魂が光るのはそのことを意味している。
テレビシリーズ第40話では眼魔ウルティマによって殺害されたかのような描写がされており、仙人からは「死ぬには惜しい男だった」と語られたほか、続けて放送された劇場版公開記念1分間ストーリーの第2話では、仙人と面識があり、仙人にアルゴスを導くことを誓っている。
『ゴースト RE:BIRTH 仮面ライダースペクター』
同作品では、回想シーンのみ登場。実は眼魔の世界の出身であり、ゴーダイという名前でダントンの助手として働いていたが、非道な彼から離反し、彼の造り出した人造人間であるマコトとカノンを連れ出して育てていたことが明かされる。
マコトからは「厳しかったけど俺を育ててくれた父さん」と評されている。
『小説 仮面ライダーゴースト』
眼魔世界の優秀な科学者であり、赤死病で妻子を亡くしたことで、病の根絶に熱意を向けるようになり、人体実験や犠牲を出すことを拒むダントンを焚き付けていた。
ガンマ百年戦争で敗色濃厚となった際に、リヨンとミオンの無邪気な姿を見たことで亡くした実の子供のことを思い出し、彼らを連れてグレートアイのモノリスを通り地球に逃亡するが、その際に百年先の地球に辿り着いている。転移先で天空寺龍と出会い、治療を受ける中で信頼し、リヨンたちの正体を隠した上で眼魔世界の出来事を語り、龍の親族である大悟として大天空寺に匿われモノリスの研究に協力するようになる。その中でタケルの乳母の深海奈緒子と交流を深め婚約に至った。
後に龍に敗れ協力者となったイーディスと再会し、マコトたちの幸せな未来のために、15個の英雄眼魂の収集のため眼魂島に行きアルゴスを補佐することに同意するが、偶然アデルと出会い殺害される。死の寸前、イーディスにより魂をスペクターゴースト眼魂に移され、そのコピーが後にマコトの手に渡ることとなった。

ジェレド / 仮面ライダーダークネクロムR（レッド）
アルゴスの親衛隊で、右目部分に黒いメイクを付けている男性。
物語冒頭でゴーストと戦うも眼魂を奪えず、終盤の戦いではスペクターと戦った。

ジェビル / 仮面ライダーダークネクロムB（ブルー）
アルゴスの親衛隊で、髪形が青いモヒカンの男性。
物語冒頭でネクロムと戦い、グリムとサンゾウの眼魂を奪った。カノンを助けるためにアルゴスの下に向かうタケル一行を部下と共に襲撃し、乱入してきた仮面ライダーエグゼイドと戦った。
- 変身ポーズは、演じるツネの持ちネタホットヒーヒーを基にしている。

ジェイ / 仮面ライダーダークネクロムY（イエロー）
アルゴスの親衛隊で、セミロングの女性。
物語冒頭でスペクターと戦い、ツタンカーメンとノブナガ、フーディーニの眼魂を奪った。終盤の戦いではネクロムと戦った。
- 変身ポーズは、演じる高山侑子が出演していた『仮面ライダーウィザード』の操真晴人 / 仮面ライダーウィザードの変身ポーズを基にしている。

### 眼魂島のキャラクター
以下の主要人物以外にも、エキストラ募集に応募した偉人のコスプレイヤーが多数出演している。
宮本武蔵
江戸時代初期を生きた剣豪。英雄の村では妻であるおつうと共に暮らしているが、おつう曰く村を出ていた時（ムサシゴースト眼魂時）の記憶は失われていた。

卑弥呼
「魏志倭人伝」に記されている、邪馬台国の女王。英雄の村では、未来を予知する占い師をしている。
- 浮遊しているような移動シーンでは撮影にセグウェイを用いている。

石川五右衛門
16世紀、安土桃山時代を生きた大盗賊。英雄の村では、初めて村へ来たタケルを他の英雄たちに紹介するなど優しい面を見せる。

ロビンフッド
中世イギリスの弓の名手。英雄の村では、村へやってきたばかりのタケルと弓の勝負を挑む。

ダーウィン
かつて、進化論を説明する上での根幹をなす理論「自然選択説」を唱えた人物。アルゴスの野望の達成のために必要な人物だが、現在は事情を知る大悟によって匿われている。

英雄團
ベートーベン、バッハ、モーツァルト、ショパン、シューベルトで結成された英雄の村で人気のツッパリバンド。
劇中ではテレビシリーズの主題歌「我ら思う、故に我ら在り」を披露している。

## 本作品オリジナルの仮面ライダー
数値データは『仮面ライダーゴースト 超全集』・コレクターズパックのディスク2によるもの。

### 仮面ライダーゴースト ダーウィン魂
仮面ライダーゴースト 闘魂ブースト魂がゴーストドライバーにダーウィンゴースト眼魂を装填して、ダーウィンゴーストを纏った派生形態。
変身音声は「議論！結論！進化論！」。
ヴァリアスバイザー（顔面）の模様フェイスデンドログラムは進化論の系統樹をモチーフとしている。また肩アーマースピーシーズショルダーのデザインはサルからヒトへの人類の進化図を模している。角はオレ魂と同型。
- 撮影用スーツはアップ・アクション兼用のものが一着作られた[25]。材質はビニルレザー[25][23]。
- 武器を持たず、格闘時に肉体を粒子化する設定のためスーツの出番は少なく、クランクアップ後の雑誌『宇宙船』での特写撮影時でも新品同様の状態であったという[25]。

必殺技
オメガドライブ
ドライバーのレバーを1回引いてから押し込み、「ダイカイガン！ダーウィン！オメガドライブ！」の音声と共に発動する。
肉体を光の粒子状に変化させて敵に襲いかかる。

### 仮面ライダーダークゴースト
アルゴスがゴーストドライバーにダークゴースト眼魂を装填し、ダークゴーストを纏って変身した仮面ライダー。
トランジェントの形状はゴーストと同様だが、体中のラインが白く、胸部の紋章が蛍光ピンクになっているなどの相違点がある。頭部の角は1本（ピタゴラス魂時はスペクターと同じく2本）。
基本形態の変身音声は「ダークライダー！闇の力！悪いやつら！」。
外見はオレ魂とほぼ同様だが、眼元が禍々しく、ゴーストではオレンジ色だった部分が白くなっている。
テレビシリーズ第47話と第48話では仙人（イーディス）が変身する。
- デザインのベースとなったのは仮面ライダーゴーストの変更前のデザインである[29]。タケル役の西銘は「ダークゴーストのほうがゴーストっぽい」と語っている[29]。
- 撮影用スーツはアップ・アクション兼用のものが一着作られた[25]。
- アクションでは無駄な動きをしないことが意識されている[7]。

フォーム
ナポレオン魂
ナポレオンゴースト眼魂を装填し、ナポレオンゴーストを纏った形態。変身音声は「起こせ革命！それが宿命！」。
闘魂ブースト魂と同等の力を持つとされ、左肩に装備した防刃性に優れたヴァリアントコートで敵の攻撃を無効化することができる。
ヴァリアスバイザーの図柄フェイスエンペラーは軍馬とサーベルを描いている。フードの形状はナポレオンを象徴するビコーンを模している。
一休魂
一休ゴースト眼魂を装填し、一休ゴーストを纏った形態。変身音声は「迫るピンチ！冴えるトンチ！」。
ヴァリアスバイザーの模様フェイスクエスチョンは文字通り「？」マークになっている。座禅を組んで空中浮遊をすることが可能。
ピタゴラス魂
ピタゴラスゴースト眼魂を装填し、ピタゴラスゴーストを纏った形態。変身音声は「三角の定理！俺の言う通り！」。
ヴァリアスバイザーの模様フェイスジオメトリカルデルタは複数の三角形を重ねた形状になっている。パーカーはギリシャ風に麻のような布で作られている。三角形状のエネルギー波を連射して攻撃する。

スペック
| 名称                       | 身長     | 体重    | パンチ力 | キック力 | ジャンプ力 （ひと跳び） | 走力 （100 m） |
| -------------------------- | -------- | ------- | -------- | -------- | ----------------------- | -------------- |
| 仮面ライダーダークゴースト | 204.0 cm | 96.0 kg | 11.0 t   | 15.0 t   | 49.0 m                  | 4.7秒          |
| ナポレオン魂               | 204.0 cm | 91.0 kg | 14.5 t   | 16.2 t   | 46.0 m                  | 4.0秒          |
| 一休魂                     | 204.0 cm | 95.5 kg | 9.6 t    | 14.0 t   | 50.8 m                  | 4.5秒          |
| ピタゴラス魂               | 202.5 cm | 97.5 kg | 9.5 t    | 13.7 t   | 45.0 m                  | 5.4秒          |

ツール
ゴーストドライバー
本作品でアルゴスが使用する変身ベルト。音声も含めてゴーストが使用している物と同様。
ガンガンセイバー、サングラスラッシャー
ゴーストが使用している物と同様。基本形態とナポレオン魂が使用。

必殺技
オメガドライブ
ドライバーのレバーを1回引いてから押し込み、「ダイカイガン！○○（基本形態は「ダークライダー」、他形態はフォーム名）！オメガドライブ！」の音声と共に発動する。フォームによって技が以下のように異なる。
オメガドライブダークゴースト
背後に浮かび上がった紋章のエネルギーを脚部に纏い、強力な跳び蹴りを放つ。
オメガドライブナポレオン
ガンガンセイバーブレードモードにエネルギーを纏わせて、敵を切り裂く。
また、オメガドライブかは不明だが。赤・青2色の渦巻くエネルギーを纏った強力な跳び蹴りも放っている。
オメガドライブピタゴラス（ピタゴラスマッシュ）
三角形状のエネルギーを大量に発射する。

### 仮面ライダーダークネクロム
アルゴスの親衛隊の3人がプロトメガウルオウダーにダークネクロムゴースト眼魂を装填して変身した仮面ライダー。
ネクロムとは異なる黒いトランジェントを持ち、パーカーゴーストはオレゴーストと同様。個体ごとに単眼とパーカーゴーストのラインの色が異なっている。ガンガンセイバーやイグアナゴーストライカーを使用する。また、英雄ゴースト眼魂を使用してのゴーストチェンジも可能。
テレビシリーズではアリアが変身したダークネクロムP（ピンク）が登場している。
共通ツール
プロトメガウルオウダー
イゴールやアリアが使用するものと同型のメガウルオウダーの試作品。メガウルオウダーと違って変形可動の機構はなく、そのままの状態で眼魂の力を引き出す。
ガンガンセイバー、ガンガンハンド
ゴーストやスペクターが使用するものと同型の基本武器。ゴーストガジェットと合体することもできる。
イグアナゴーストライカー
ゴーストの物と異なり、頭部や手足の色が青い。背面にダークネクロムを乗せることもできる。

スペック
| 名称                               | 身長     | 体重     | パンチ力 | キック力 | ジャンプ力 （ひと跳び） | 走力 （100 m） |
| ---------------------------------- | -------- | -------- | -------- | -------- | ----------------------- | -------------- |
| 仮面ライダーダークネクロム[注釈 8] | 204.0 cm | 94.0 kg  | 10.3 t   | 13.7 t   | 44.9 m                  | 4.8秒          |
| ベンケイ魂                         | 204.0 cm | 118.0 kg | 18.7 t   | 15.2 t   | 41.7 m                  | 5.2秒          |
| ビリー・ザ・キッド魂               | 204.0 cm | 95.5 kg  | 10.9 t   | 14,2 t   | 48.1 m                  | 3.8秒          |
| ノブナガ魂                         | 214.0 cm | 97.0 kg  | 10.5 t   | 14.1 t   | 44.4 m                  | 4.9秒          |

#### 仮面ライダーダークネクロムR（レッド）
ジェレドが変身。単眼とパーカーゴーストのラインが赤になっている。
物語冒頭ではゴースト オレ魂と戦うも劣勢に陥り、アルゴスの変身したダークゴーストの助けで変身解除には至らなかった。
その後は英雄の村の襲撃に他のダークネクロムと共に参加している。最後はディープスペクターのギガオメガドライブを受けて倒された。
形態
ベンケイ魂
英雄の村に住む武蔵坊弁慶を変化させたベンケイゴースト眼魂を装填して、ベンケイゴーストを纏った派生形態。
ゴースト同様、ガンガンセイバーハンマーモードを用いた力押しの戦法を得意とする。

#### 仮面ライダーダークネクロムB（ブルー）
ジェビルが変身。単眼とパーカーゴーストのラインが青になっている。
物語冒頭ではネクロムと戦い、グリム魂となったネクロムと格闘戦を繰り広げ、ネクロムを通常形態へと変身解除に追い込み、ネクロムの所有する英雄眼魂を奪取した後、英雄の村襲撃に参加する。
最後は配下を引きつれタケルたちを襲撃するが、乱入してきたエグゼイドのマイティクリティカルストライクを受けて爆散した。
形態
ビリー・ザ・キッド魂
英雄の村に住むビリー・ザ・キッドを変化させたビリー・ザ・キッドゴースト眼魂を装填して、ビリー・ザ・キッドゴーストを纏った派生形態。
ゴースト同様、ガンガンセイバーガンモードとバットクロックガンモードの2丁拳銃を用いた射撃戦を得意とする。

#### 仮面ライダーダークネクロムY（イエロー）
ジェイが変身。単眼とパーカーゴーストのラインが黄色になっている。
物語冒頭ではイグアナゴーストライカーに騎乗した状態でスペクターと戦い、フーディーニ魂を変身解除に追い込み、スペクターの所有する英雄眼魂を奪取した後、英雄の村襲撃に参加する。アルゴスの変身したダークゴーストの助けで変身解除には至らなかった。
その後は英雄の村の襲撃に他のダークネクロムとともに参加している。最後はネクロムのネクロムデストロイを受けて倒され爆散した。
形態
ノブナガ魂
英雄の村に住む織田信長を変化させたノブナガゴースト眼魂を装填して、ノブナガゴーストを纏った派生形態。
スペクター同様、ガンガンハンド銃モードを用いた射撃戦を得意とする。

### 仮面ライダーゼロスペクター
深海大悟がゴーストドライバーにゼロスペクターゴースト眼魂を装填して変身した仮面ライダー。
トランジェントの形状はスペクターと同様だが、体中のラインが紫になっているなどの相違点がある。1本角のゴーストと2本角のスペクターの源流に当たる存在なので、3本角になっている。
変身音声はスペクター同様、「レディゴー！覚悟！ド・キ・ド・キ！ゴースト！」。力と技の両面で、スペクターを圧倒する。
ツール
ゴーストドライバー
本作品で大悟が使用する変身ベルト。音声も含めてスペクターが使用している物と同様。

必殺技
オメガドライブゼロスペクター
スペクター同様、ドライバーのレバーを1回引いてから押し込み、「ダイカイガン！スペクター！オメガドライブ！」の音声と共に発動する。
背後に浮かび上がった紋章のエネルギーを脚部に纏い、強力な跳び蹴りを放つ。

### 仮面ライダーエクストリーマー
究極の眼魂を手に入れたアルゴスが変身する仮面ライダー。
- デザインコンセプトは「ムゲン魂のネガ」であり、スーツのシルエットはムゲン魂と同じである[39]。
- 構想段階ではグレートアイが生み出すことになっていたので、グレートアイの紋章である六角形の眼が至るところに描かれている[39]。
- 全身に眼があるのは妖怪百目のイメージ[39]。
- 後にテレビシリーズに登場したグレートアイザーは金と黒を反転させ、究極の眼魂は破壊されているため、グレートアイの紋章をベースとしたデザインをベルト部分に起こしている[39]。

ツール
究極の眼魂
謁見の間にある装置にあるタケルの体を器として、100個の英雄眼魂を融合させ、ダーウィンゴースト眼魂の進化の力で変化したベルト型のゴースト眼魂。
- エクストリーマー同様、モチーフはヘックス型の目玉をモチーフとしている。

武器
トライセンデンスウィング
身にまとっているパーカーが展開してクジャクのような形に変化した翼。これを使って飛行するほか、翼からは眼魂を放って攻撃することが可能。
- 目玉のモチーフはフライフィッシングで使用されるルアーの素材であるピーコックアイというオスのクジャクの羽根。

## 関連用語・舞台・アイテム
眼魂島（）
本作品の舞台。他の世界とは元々隔絶された宇宙空間に浮かぶ眼魂を模した異世界で英雄の村や虹色の塔などがある。
劇中での詳しい説明はないが、プロデューサーの高橋一浩は、仙人（イーディス）がアルゴスや英雄たちの救済のために創ったとしている。
エクストリーマーがゴーストに倒されると霊体のタケルと共に消滅した。

英雄の村
かつて何かを成し遂げた偉人や英雄たちが実体化した存在として住む村。宮本武蔵や卑弥呼など、時代や国を越えてさまざまな人物たちが住む。ただし、タケルたちが所持している眼魂の英雄たちには眼魂時の記憶はない。
『小説 仮面ライダーゴースト』では、龍たちが英雄眼魂の選定に万が一にも失敗した場合に備えて、仙人が創った箱庭のような世界であることが明かされている。

ダークゴースト眼魂
アルゴスが仙人から受け取ったゴースト眼魂。絵柄、色を除いてはオレゴースト眼魂とほぼ同様。テレビシリーズ終盤にて、仙人も同型の物を使用する。

ゼロスペクターゴースト眼魂
深海大悟が所持するゴースト眼魂。スペクターゴースト眼魂に酷似しているが、色が紫で、頭部の角が3本、顔の模様も一対分増えている。
『小説 仮面ライダーゴースト』では、大悟の魂の入った眼魂、そのコピーがスペクターゴースト眼魂であると触れられている。

ナポレオンゴースト眼魂
ナポレオン・ボナパルトの魂を宿したゴースト眼魂。劇場版公開記念1分間ストーリーの第1話の冒頭で、ダークゴーストが彼を襲い、眼魂へと変えた。

一休ゴースト眼魂
一休宗純の魂を宿したゴースト眼魂。初出は『てれびくん超バトルDVD』だが、本作品では英雄の村に住む彼を眼魂に変えた物で、劇場版公開記念1分間ストーリーの第1話では、既にアルゴスが所持していた。

ピタゴラスゴースト眼魂
ピタゴラスの魂を宿したゴースト眼魂。初出は『てれびくん超バトルDVD』だが、本作品では英雄の村に住む彼を眼魂に変えた物で、劇場版公開記念1分間ストーリーの第1話では、既にアルゴスが所持していた。

ダーウィンゴースト眼魂
チャールズ・ダーウィンの魂を宿したゴースト眼魂。進化の力を宿しており、究極の眼魂を生み出すには必要不可欠なことからアルゴスに狙われていたため、大悟によって匿われていた。

## キャスト
- 天空寺タケル / 仮面ライダーゴースト - 西銘駿
- 月村アカリ - 大沢ひかる
- 深海マコト / 仮面ライダースペクター - 山本涼介
- 御成 - 柳喬之
- アラン / 仮面ライダーネクロム - 磯村勇斗
- シブヤ - 溝口琢矢
- ナリタ - 勧修寺玲旺
- 深海カノン - 工藤美桜
- 宮本武蔵 - 唐橋充
- 卑弥呼 - 平田裕香
- 石川五右衛門 - 阿見201
- ロビンフッド - 小松直樹
- ダーウィン - イアン・ムーア
- エジソン - チャド・マレーン（チャド・マレーン）
- おつう - 齋藤めぐみ
- 弁慶 - 富永研司
- 織田信長 - 武智健二
- クレオパトラ - 橘ゆりか
- フーディーニ - ジャーミー・イートン
- 坂本龍馬 - 加藤泰平（テレビ朝日アナウンサー）
- ジェレド / ダークネクロム レッド - 八十島弘行（2700）[42]
- ジェビル / ダークネクロム ブルー - ツネ（2700）[42]
- ジェイ / ダークネクロム イエロー - 高山侑子[42]
- ベートーベン - 綾小路翔（氣志團）[43]
- バッハ - 西園寺瞳（氣志團）[43]
- モーツァルト - 早乙女光（氣志團）[43]
- ショパン - 星グランマニエ（氣志團）[43]
- シューベルト - 白鳥松竹梅（氣志團）[43]
- 新里哲太郎、山上直志、石川彩夏、佐藤麗奈
- アルゴス / 仮面ライダーダークゴースト / 仮面ライダーエクストリーマー - 木村了
- 仙人 - 竹中直人
- 深海大悟 / 仮面ライダーゼロスペクター - 沢村一樹

### 声の出演
- ユルセン - 悠木碧
- 仮面ライダーエグゼイド - 飯島寛騎[44][注釈 11]
- ゴーストドライバー音声、アイコンドライバーG音声 - m.c.A・T[45][注釈 1]
- メガウルオウダー音声 - ピーター・ヴァン・ガム[45][注釈 1]

### スーツアクター
- 仮面ライダーゴースト[27][46]、仮面ライダーエグゼイド[5][46] - 高岩成二
- 渡辺淳
- 永徳
- 仮面ライダーダークゴースト[出典 4]、仮面ライダーエクストリーマー[16] - 今井靖彦
- 仮面ライダーゼロスペクター[出典 5] - 藤井祐伍
- 仮面ライダーダークネクロムR[33] - 岡田和也
- 仮面ライダーダークネクロムB[9][33] - 神前元
- 仮面ライダーダークネクロムY[33] - 内川仁朗
- 村岡弘之
- 高橋光
- 平木ひとみ
- 田中宏幸
- 蔦宗正人
- 寺本翔悟
- 榮男樹
- 藍田将太
- 穂積慎也
- 坂内大雅
- 渡辺実
- 大林勝
- 渡邉昌宏
- おぐらとしひろ
- 本多剛幸
- 向田翼
- 藤田慧
- 石井靖見
- 井口尚哉
- 伊藤茂騎
- 東慶介
- 北村海
- 田中慶
- 隈本秋生
- 松岡千尋
- 田中領
- 藤田洋平
- 三上真司
- 杉浦勇一
- 今井結香子
- 白井雅士
- 渡辺諒
- 中西亮
- 飯田愛美
- 山口真弥
- 森田健一
- 古屋貴士
- 霜田元
- 大谷秀一郎
- 横沢淳
- 宮崎高春
- 菊地貴裕[注釈 12]
- 佐伯啓
- 北島一寿
- 坂井良平
- 鈴木大樹[注釈 13]
- 稲野純也
- 大河平レオン
- 関谷健利
- 齊藤謙也[注釈 14]
- 小森拓真
- 松本直也
- 草野伸介

## スタッフ
- 原作 - 石ノ森章太郎
- 脚本 - 福田卓郎
- 音楽 - 坂部剛
- 製作 - 手塚治（東映）、亀山慶二（テレビ朝日）、高木勝裕（東映アニメーション）、間宮登良松（東映ビデオ）、野田孝寛（アサツー ディ・ケイ）、松田英史（東映エージエンシー）、峠義孝（バンダイ）
- 企画 - 白倉伸一郎 （東映）、佐々木基（テレビ朝日）、鷲尾天（東映アニメーション）、加藤和夫（東映ビデオ）、堤直之（アサツー ディ・ケイ）、竹内淳裕（東映エージエンシー）、桃井信彦（バンダイ）
- 撮影 - 倉田幸治
- 照明 - 佐々木康雄
- 美術 - 大嶋修一
- 録音 - 堀江二郎
- 編集 - 須永弘志
- スクリプター - 増田千尋
- 助監督 - 上堀内佳寿也、伊藤良一
- 制作担当 - 石井誠
- ラインプロデューサー - 下前明弘
- カースタント&コーディネート - 西村信宏
- キャラクターデザイン - 田嶋秀樹・伊津野妙子（石森プロ）、小林大祐（PLEX）
- クリーチャーデザイン - 島本和彦とビッグバンプロジェクト
- プロデューサー補 - 小髙史織・安東健太（東映）
- 助監督 - 作野良輔、平舘銀河、福田和弘
- 絵コンテ - なかの★陽
- 仮面ライダーエグゼイド
  - 演出協力 - 中澤祥次郎
  - プロデュース協力 - 大森敬仁・谷中寿成（東映）
- 製作プロダクション - 東映テレビ・プロダクション
- スーパーバイザー - 小野寺章
- エグゼクティブプロデューサー - 佐々木基（テレビ朝日）
- プロデューサー - 高橋一浩（東映）、菅野あゆみ、古谷大輔（アサツー ディ・ケイ）
- 特撮監督 - 佛田洋（特撮研究所）
- アクション監督 - 宮崎剛（ジャパンアクションエンタープライズ）
- 劇場版「ゴースト・ジュウオウジャー」製作委員会（東映、テレビ朝日、東映アニメーション、東映ビデオ、アサツー ディ・ケイ、東映エージエンシー、バンダイ）
- 監督 - 諸田敏[注釈 15]
- 配給 - 東映[注釈 1]

## 音楽
主題歌は2016年8月3日に発売したサントラ盤『劇場版 仮面ライダーゴースト 100の眼魂とゴースト運命の瞬間 サウンドトラック』に収録されている。
主題歌「ABAYO」
作詞・作曲 - 綾小路翔 / 編曲 - 木内健、綾小路翔 / 歌 - 氣志團
劇中歌「我ら思う、故に我ら在り」
作詞・作曲 - 綾小路翔 / 編曲 - 木内健 / 歌 - 氣志團

## ショートストーリー
『『劇場版 仮面ライダーゴースト 100の眼魂とゴースト運命の瞬間』 公開記念！ショートストーリー』は、2016年7月10日よりテレビ本編最後に放送のショートエピソード。全4話。
- 原作 - 石ノ森章太郎
- 脚本 - 福田卓郎
- 監督 - 諸田敏
- 出演 - 西銘駿（第4話）、木村了、竹中直人（第1 - 3話）、沢村一樹（第2話）

| 話数    | サブタイトル              | 放送日         | 本編放送話 |
| ------- | ------------------------- | -------------- | ---------- |
| 第1/4話 | 壮大！はじまりの世界！    | 2016年 7月10日 | 第39話     |
| 第2/4話 | 最強！もう1人のゴースト！ | 7月17日        | 第40話     |
| 第3/4話 | 動乱！100人の魂！         | 7月24日        | 第41話     |
| 第4/4話 | 宿命！2人のタケル！       | 7月31日        | 第42話     |

## 眼魂デザイン募集
2016年4月22日から同年5月9日まで開催された投稿企画。題材は「英雄の眼魂」の天面マークで、対象の英雄・偉人は『仮面ライダー×仮面ライダー ゴースト&ドライブ 超MOVIE大戦ジェネシス』に登場したミケランジェロ・ブオナローティとラファエロ・サンティ、『仮面ライダー1号』に登場したアレクサンダー大王を含めた71名の人物名が用意された。
名称の表記はパンフレットに基づく。
- ジェロニモ
- オーギュスト・ロダン
- 猿飛佐助
- フィンセント・ファン・ゴッホ
- ライト兄弟（兄）
- ライト兄弟（弟）
- ラファエロ・サンティ
- ジュリアス・シーザー
- ジャン=アンリ・ファーブル
- 西郷隆盛
- 千利休
- 二宮金次郎（尊徳）
- 真田幸村（信繁）
- ワイアット・アープ
- ジャンヌ・ダルク
- 聖徳太子
- 伊達政宗
- 安倍晴明
- 出雲阿国
- 服部半蔵（正成）
- 森蘭丸（成利）
- アリストテレス
- 楊貴妃
- 小野小町

- クレオパトラ（7世）
- 雷電爲右エ門
- アレクサンダー大王
- 関羽
- 源義経
- 上杉謙信
- 武田信玄
- チンギス・ハーン
- 紫式部
- 勝海舟
- 徳川家康
- 福沢諭吉
- ジョン万次郎
- 森鷗外
- 平賀源内
- 徳川光圀
- 豊臣秀吉
- 佐々木小次郎
- エリザベス女王（エリザベス1世）
- 近松門左衛門
- ソクラテス
- ジョージ・ワシントン
- 天草四郎
- ポカホンタス

- アルキメデス
- キャプテン・クック（ジェームズ・クック）
- アーネスト・トンプソン・シートン
- ジェームズ・ワット
- ピョートル・チャイコフスキー
- マルコ・ポーロ
- ミケランジェロ・ブオナローティ
- 夏目漱石
- アントニ（アントニオ）・ガウディ
- 前田慶次（利益）
- バット・マスターソン
- 曹操
- ヴァスコ・ダ・ガマ
- 松尾芭蕉
- アルフレッド・ノーベル
- 与謝野晶子
- 樋口一葉
- ニセフォール・ニエプス
- ルネ・デカルト
- 藤原鎌足
- ハンス・クリスチャン・アンデルセン
- マシュー・ペリー
- フリードリヒ・ニーチェ

## 映像ソフト化
2017年1月18日発売。Blu-ray / DVDでリリース。
- 劇場版 仮面ライダーゴースト 100の眼魂とゴースト運命の瞬間 ［ブルーレイ+DVD］ 通常版（2枚組）
  - ディスク1：本編Blu-ray
  - ディスク2：本編DVD
    - 映像特典（ディスク1、ディスク2共通）
      - TRAILER
- 劇場版 仮面ライダーゴースト 100の眼魂とゴースト運命の瞬間 DVD通常版（1枚組）
  - 映像特典
    - TRAILER
- 劇場版 仮面ライダーゴースト 100の眼魂とゴースト運命の瞬間 コレクターズパック（2枚組）
  - ディスク1：本編ディスク（通常版と共通）
  - ディスク2：特典ディスク（Blu-ray版はBlu-ray、DVD版はDVDで収録）
    - メイキング
    - 製作発表会見
    - 完成披露スペシャルイベント
    - 完成披露上映会舞台挨拶
    - 公開初日舞台挨拶
    - TV SPOT
    - DATA FILE
    - POSTER GALLERY

  - 初回限定特典
    - 特製スリーブケース
- 劇場版 仮面ライダーゴースト 100の眼魂とゴースト運命の瞬間 コレクターズパック+レジェンドライダーアイコン付（2枚組・初回生産限定）
  - セット内容
    - 劇場版 仮面ライダーゴースト 100の眼魂とゴースト運命の瞬間 コレクターズパック（初回限定特製スリーブケース付き）
    - DXゴーストゴーストアイコン
    - ライナーノート（4P）

## 他媒体展開

### 他映画
『仮面ライダー×スーパー戦隊 超スーパーヒーロー大戦』（2017年3月25日公開）
仮面ライダーシリーズとスーパー戦隊シリーズのクロスオーバー作品。仮面ライダーダークゴーストが登場。

### Vシネマ
『ゴースト RE:BIRTH 仮面ライダースペクター』（2017年4月19日発売）
『仮面ライダーゴースト』のVシネマ作品。本作品の映像が一部使用されている。

### ウェブ配信ドラマ
『ドライブサーガ 仮面ライダーブレン』
『仮面ライダードライブ』のスピンオフ作品。仮面ライダーダークゴーストが登場。

### テレビシリーズ
『仮面ライダージオウ』
EP44からEP46に仮面ライダーダークゴーストが登場。